# Carràmba! Che sorpresa
A Carràmba! Che sorpresa (magyarul: Nahát! Micsoda meglepetés) egy olasz televíziós műsor volt, ami 1995-1998 és 2008-2009 között futott a Rai 1 szombat esti műsoraként. A műsor 1998 és 2002 között Carràmba! Che fortuna néven ment, amiben már az olasz lottó (Lotteria Italiana) sorsolás is volt. A műsor nyolc évadot élt meg, műsorvezetője Raffaella Carrá volt.

## A műsor neve
A név egyrészt egy neologizmus a carrambata szóból ered, egy indulatszó, amit akkor mondanak, mikor rég nem látott baráttal, rokonnal újra találkozik valaki. Másrészt egy szójáték Raffaella Carrà vezetéknevéből, mint carràmba.

## A műsor
Az első rész 1995. december 21-én került adásba, egyben ez az adás volt Raffaella Carrá visszatérése az olasz médiába, hiszen 1992 óta Spanyolországban élt. Az adást 9,5 millióan nézték. Az évad 8. adását 1996. február 8-án 11,6 millióan nézték, ami 39,8%-os közönségarány.
Minden adás kezdete táncos, zenés számmal kezdődött, amiben Raffaella énekelte el ismert dalait: Tanti Auguri, Ballo ballo, Fiesta, A far l'amore comincia tu és Rumore dalait.
A műsor a brit Surpirse, surprise című műsor alapján készült. A műsorvezető bevonja a közönséget, akiknek kívánságait teljesíti, meglepi őket és váratlan találkozásokra hozza össze őket. A műsornak számos olasz és külföldi híresség is vendége volt: Robbie Williams, Madonna, Mariah Carey, Natalia Oreiro, Julio Iglesias, Ricky Martin,  Britney Spears, Spice Girls, Renato Zero, Anna Oxa, Eros Ramazzotti, Laura Pausini és mások. Emellett emlékezetes volt Diego Maradona szereplése is, aki a Napoli csapatának mutatta be élő adásban labdajátékát.

## Évadok
| Évadok | Év        | Műsor címe             | Évad tartama                           | Epizódok száma | Műsorvezető     | Székhely | Helyszín                           | Rendező       | Lotteria Italia lottósorsolással együtt | Eladott lottószelvények |
| ------ | --------- | ---------------------- | -------------------------------------- | -------------- | --------------- | -------- | ---------------------------------- | ------------- | --------------------------------------- | ----------------------- |
| 1.     | 1995-1996 | Carràmba! Che sorpresa | 1995. december 21. - 1996. február 15. | 9              | Raffaella Carrà | Róma     | Rai, Foro Italico Hangversenyterme | Sergio Japino | NEM                                     | N.A.                    |
| 2.     | 1996-1997 | Carràmba! Che sorpresa | 1996. október 5. - 1997. január 6.     | 14             | Raffaella Carrà | Róma     | Rai, Foro Italico Hangversenyterme | Sergio Japino | IGEN                                    | 31.999.950              |
| 3.     | 1998      | Carràmba! Che sorpresa | 1998.január 8. - 1998. április 2.      | 12             | Raffaella Carrà | Róma     | Rai, Foro Italico Hangversenyterme | Sergio Japino | NEM                                     | N.A.                    |
| 4.     | 1998-1999 | Carràmba! Che fortuna  | 1998. október 3. - 1999. január 6.     | 14             | Raffaella Carrà | Róma     | Rai, Foro Italico Hangversenyterme | Sergio Japino | IGEN                                    | 25.000.000              |
| 5.     | 1999-2000 | Carràmba! Che fortuna  | 1999. október 2. - 2000. január 6.     | 14             | Raffaella Carrà | Róma     | Rai, Foro Italico Hangversenyterme | Sergio Japino | IGEN                                    | 28.000.000              |
| 6.     | 2000-2001 | Carràmba! Che fortuna  | 2000.szeptember 30. - 2001. január 6.  | 15             | Raffaella Carrà | Róma     | Rai, Foro Italico Hangversenyterme | Sergio Japino | IGEN                                    | 24.998.080              |
| 7.     | 2002      | Carràmba! Che sorpresa | 2002. január 24. - 2002. április 11.   | 11             | Raffaella Carrà | Róma     | Rai, Foro Italico Hangversenyterme | Sergio Japino | NEM                                     | N.A.                    |
| 8.     | 2008-2009 | Carràmba! Che fortuna  | 2008. szeptember 17. - 2009. január 6. | 13             | Raffaella Carrà | Róma     | Rai, Foro Italico Hangversenyterme | Sergio Japino | IGEN                                    | 18.500.000              |

## Érdekességek
- A műsor 8 évadában 250-szer talált egymásra rég nem látott rokonok, barátok és 150 alkalommal találkoztak rajongók kedvenc hírességükkel.
- 1998-ban Raffaella elnyerte a Telegatto-díjat, az év női személyiségeként.